# 46º Reggimento fanteria "Reggio"
Il 46º Reggimento "Reggio" è stata un'unità dell'Esercito Italiano. Il Reggimento trova la sua origine nel Risorgimento, quando durante la seconda guerra d’indipendenza, dagli stati dell'Emilia, (Ducato di Parma e Piacenza, Ducato di Modena e Reggio) e dalla Legazione delle Romagne i volontari si aggregarono in diverse brigate locali. Con la formazione del 3º e del 4º Reggimento che traevano origine dal Battaglione Volontari Modenesi costituito nel luglio 1859 a Modena che confluirono nella Brigata "Reggio", costituita con decreto 8 agosto 1859

## Storia
Il 4º Reggimento venne costituito a Reggio Emilia al comando di Gaetano Sacchi, originario di Pavia, già maggiore nel corpo dei Cacciatori delle Alpi, dal quale provengono gran parte dei volontari arruolati. Il 12 febbraio 1860, i due reggimentiincorporati nell'Esercito sabaudo, il 3º e il 4ºreggimento hanno assunto il nome di 45° e 46º reggimento della Brigata "Reggio".
Negli anni successivi alla proclamazione del Regno d'Italia i due reggimenti della "Reggio" vennero impiegati nel meridione per la lotta al brigantaggio fino al 1865.
La Brigata "Reggio" prese parte durante la terza guerra d’indipendenza alla battaglia di Custoza  e nel 1870 prese partecipa alla presa di Roma nella quale i reggimenti combatterono vittoriosamente a Porta San Pancrazio, senza tuttavia entrare nella città eterna essendo destinati alla difesa dell’agro romano.
Il reggimento cambiò ancora denominazione nel 1871 in 45º Reggimento fanteria "Reggio", e nel 1881 in 45º Reggimento fanteria (Brigata "Reggio").
Agli inizi del XX secolo la Brigata venne trasferita in Sardegna, con il 45º Reggimento di stanza a Sassari e il 46º Reggimento a Cagliari.
Alla vigilia del primo conflitto mondiale il comando generale del Regio Esercito prese la decisione di fondare una nuova brigata in Sardegna, da reclutare su base regionale: videro luce il 151° e il 152º Reggimento fanteria "Sassari", che andarono e costituire la Brigata "Sassari". La Brigata "Reggio" ha fornito gli ufficiali e i primi soldati per la costituzione della "Sassari" e gli uomini che costituirono il 151°, nato a Sinnai, provenivano dal 46º Reggimento fanteria.
Il reggimento prese parte al primo conflitto mondiale e il giorno seguente, al cessare delle ostilità, il 46º Reggimento fece la sua entrata a Cencenighe.
Con l'ordinamento 1926 riprende il nome di 46º Reggimento fanteria "Reggio", ed è assegnato alla XXX Brigata di fanteria.
Il reggimento prese parte in Africa Orientale alla guerra di Etiopia combattendo ad Adigrat, Macallè, Endertà, all'Amba Alagi, sul Lago Ascianghi ed entrando ad Addis Abeba.
Con la formazione delle divisioni binarie, il 15 aprile 1939 venne inquadrato con il 45º fanteria e il 16º Artiglieria nella 30ª Divisione fanteria "Sabauda" e con tale grande unità prende parte al secondo conflitto mondiale.
Il 10 giugno 1940 giorno dell'entrata in guerra dell'Italia nel secondo conflitto mondiale il reggimento ha la seguente configurazione organica:
- comando e compagnia comando
- I battaglioni fucilieri
- II battaglioni fucilieri
- III battaglioni fucilieri
- compagnia mortai da 81
- batteria armi di accompagnamento da 65/17.

Durante il conflitto il Reggimento rimase dislocato in Sardegna, fornendo personale alle unità impegnate nei vari fronti di guerra.
Dopo l'armistizio dell'8 settembre 1943 la divisione aderì al Regno del Sud concorrendo a far sgomberare la Sardegna dai tedeschi, e impiegata in operazioni di rastrellamento e pattugliamento fino al 10 novembre 1943, e, iInquadrata nell'Esercito cobelligerante italiano, iniziò il trasferimento in Sicilia, nelle zone di Enna e Caltanissetta.
Il 1º ottobre 1944 i battaglioni del 46º reggimento formarono i nuclei di tre reggimenti per la costituzione della Divisione Sicurezza Interna (SI) "Sabauda", articolata su I e II brigata, costituite dai 45º, 46º, 16º e 145º Reggimenti Sicurezza Interna, i cui reparti vennero impiegati nelle zone di Messina, Catania e Siracusa con compiti operativi di difesa costiera, difesa antiparacadutisti, sorveglianza e difesa dei campi d'aviazione, nello sminamento e nell'ordine pubblico e nella lotta al separatismo siciliano. Nell'autunno del 1944 il Movimento indipendentista siciliano, presa la decisione di passare alla lotta armata, e tentò l'insurrezione separatista con la formazione nel febbraio 1945 di un gruppo paramilitare, l'EVIS che strinse un'alleanza con il banditismo e la banda di Salvatore Giuliano, nominato colonnello dell'EVIS. Il Governo rispose con l'invio della divisione "Aosta" e della brigata "Garibaldi", in appoggio alla "Sabauda" che ebbero ragione delle forze dell'EVIS.
Il 15 agosto 1946 con il cambiamento istituzionale dello stato italiano la divisione mutò la sua denominazione in "Reggio" e ridotta a livello di brigata e il 46º Reggimento SI "Sabauda" riprese la denominazione di 46º Reggimento fanteria "Reggio" nella sede di Palermo dove aveva già prestato servizio di ordine pubblico durante le votazioni del 2 Giugno. 
Con lo scioglimento della Brigata fanteria "Reggio", avvenuto il 1º febbraio 1948, con alcuni dei suoi reparti ceduti alla brigata "Aosta" che, dopo che il 15 agosto 1946 era stata ridotta a livello di brigata, contestualmente allo scioglimento della "Reggio", con l'espansione del ricostituito Esercito Italiano all'inizio della Guerra fredda, venne trasformata in Divisione fanteria "Aosta" alle dipendenze dell'XI Comiliter di Palermo; il 46º Reggimento fanteria "Reggio", si sposta a Roma dove entra a far parte della Divisione fanteria "Granatieri di Sardegna".
Nel 1975 con la Riforma dell'Esercito Italiano del 1975 il 46º Reggimento fanteria addestramento reclute "Reggio" venne sciolto e le sue tradizioni vennero ereditate dal 46º Battaglione fanteria addestramento reclute "Reggio", che venne posto alle dipendenze della Brigata motorizzata "Aosta" prima di essere sciolto nel 1978.

## Stemma Araldico
Scudo: Partito, semitroncato: il primo d'oro, alla croce d'azzurro in campo d'oro, riproducente lo stemma della città di Modena, caricata in cuore da uno scudetto d'argento alla croce di rosso accantonata dalle lettere S.P.Q.R. di nero riproducente lo stemma della città di Reggio Emilia; il secondo, d'azzurro, ad un monte su una campagna, il tutto al naturale, alla burella di azzurro posta in banda; il terzo, d'argento, alla burella di azzurro posta in banda, al leone etiopico di rosso, tenente nella branca destra una croce copta d'oro in ricordo della Campagna d'Etiopia.
Ornamenti esteriori:
- lo scudo è sormontato dalla corona turrita degli Enti Militari
- lista bifida d'oro, svolazzante, collocata sotto la punta dello scudo, incurvata con la concavità rivolta verso l'alto, riportante il motto, in lettere maiuscole di nero: "TENACIA E FERMEZZA NEL DOVERE"
- onorificenza: accollata alla punta dello scudo con l'insegna pendente al centro del nastro con i colori della stessa, la croce di Cavaliere dell'Ordine militare d'Italia
- nastri rappresentativi delle ricompense al Valore (2 Medaglie di Bronzo al Valor Militare) annodati nella parte centrale non visibile della corona turrita, scendenti svolazzanti in sbarra ed in banda dal punto predetto, passando dietro la parte superiore dello scudo